# Cascine di Legnano
Le cascine di Legnano, comune della città metropolitana di Milano, nell'Alto Milanese, in Lombardia, sono degli edifici storici ad uso residenziale e agricolo caratterizzati da una struttura a corte che si trovano nella periferia di Legnano e che un tempo vivevano di vita autonoma rispetto al centro storico della città.

## Storia e caratteristiche

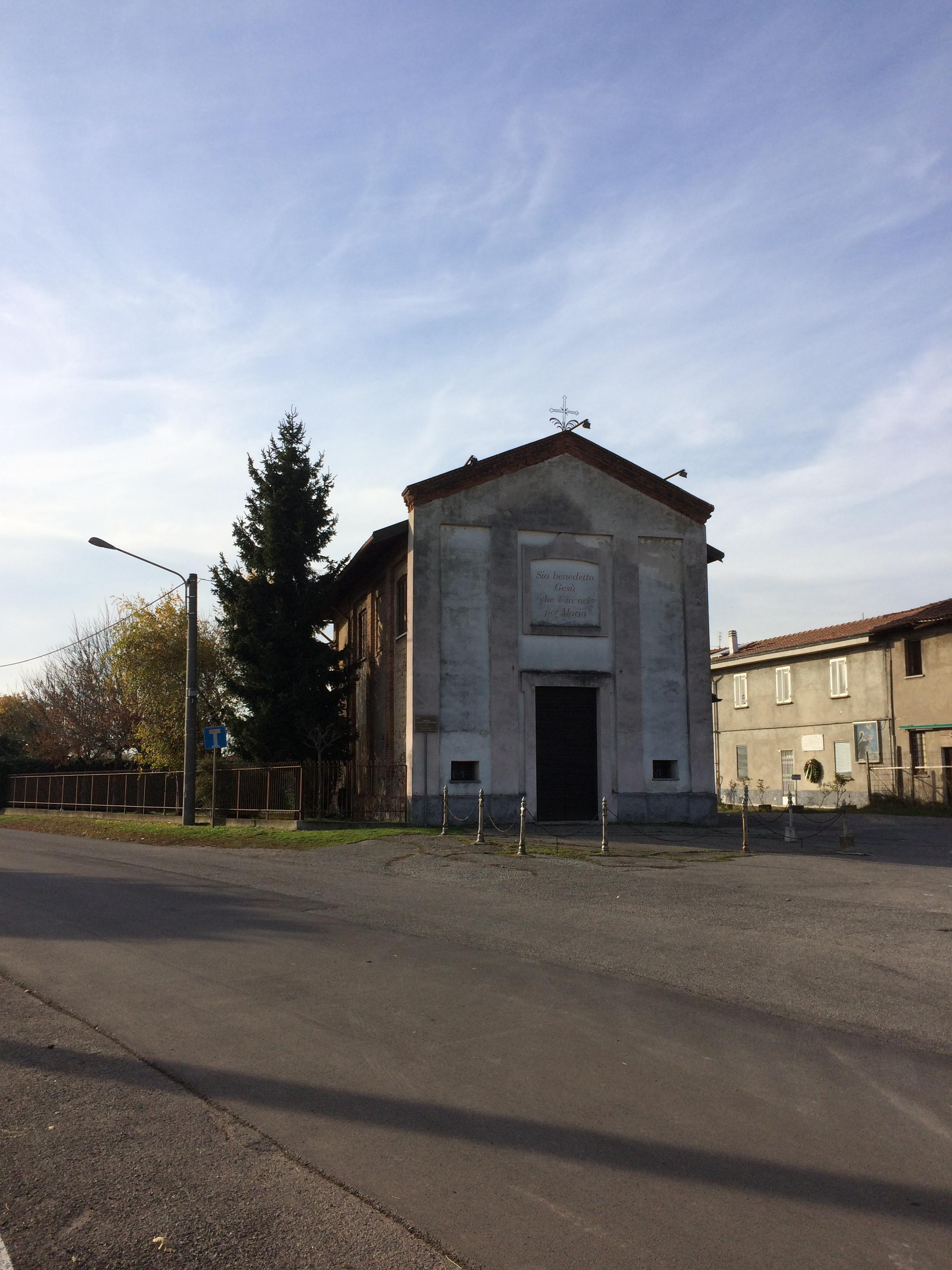
La chiesa di Santa Teresa d'Ávila a Legnano, che sorge a fianco della cascina Mazzafame, che si scorge sulla destra

Le corti lombarde sono un tipo di abitazione, dette case di corte, che sono costruite attorno a un'aia o a un cortile. La progressiva aggregazione di più cortili intorno a una corte originaria ha portato alla nascita dei centri storici dei comuni. Se le primigenie corti erano di grandi dimensioni, si costruiva una cappella a servizio degli abitanti, che in seguito si poteva trasformare in una chiesa vera e propria se la comunità che dimorava nelle corti cresceva di numero.
Questi tipo di abitazioni sono costruite in malta e pietre (più raramente mattoni) con il tetto di tegole. Sottotetto, finestre, persiane e portone d'ingresso sono invece in legno. Una delle caratteristiche più celebri dei cortili della pianura padana è la ringhiera. Le ringhiere sono protezioni in legno o in metallo, che delimitano i ballatoi interni al cortile di fronte ai locali dei piani superiori.
Molti edifici presentano una razionale collocazione dei locali: se in una parte del cortile ci sono le abitazioni disposte a schiera in un'altra, nettamente separato dalla precedente e realizzato come blocco parallelo alle abitazioni, in caso di azienda agricola, è presente la stalla con il pollaio al piano terra ed il fienile al primo piano, oltre che tutti i locali a servizio dell'attività agricola nonché l'orto privato, orto privato che nelle cascine dell'Alto Milanese è generalmente situato nel cortile. Altra caratteristica delle cascine dell'Alto Milanese è la maggiore vocazione verso l'utilizzo residenziale rispetto a quello agricolo.

## Le cascine legnanesi

Commemorazione del 25 aprile alla Cascina Mazzafame a Legnano (1946)

Le cascine di Legnano storicamente più importanti sono cinque: Mazzafame, Ponzella, San Bernardino, Canazza e Olmina. Questi insediamenti vivevano di una vita autonoma rispetto al centro storico della città. Prima dell'espansione edilizia del XX secolo, erano infatti lontane dal centro abitato principale ed erano immerse nella campagna.
La cascina Mazzafame risale al XVII secolo e sorge nell'omonimo quartiere legnanese. A Somma Lombardo esiste un'omonima cascina che deve il suo nome al fatto che nel passato esistesse una locanda dove i viandanti potevano "ammazzare la fame" prima di continuare il viaggio. La cascina Ponzella, che è stata edificata nel XVIII secolo, era anticamente chiamata cassina poncena e sorge nell'omonimo quartiere legnanese.
La cascina San Bernardino deve il suo nome all'omonimo santo, che nel 1444 fece una visita al convento legnanese di Sant'Angelo di Legnano, in seguito demolito. Il nome del santo fu anche dato alla chiesa di San Bernardino, che sorge poco vicino all'omonima cascina, sempre per onorare tale visita. Le prime notizie documentate sulla cascina di San Bernardino risalgono al 1650. Su questi documenti possiamo leggere:
La cascina Canazza, che è la più recente, risale al XIX secolo e si trova nell'omonimo quartiere legnanese. La cascina Olmina, che è stata edificata nel XVI secolo, originariamente era conosciuta, in dialetto legnanese, con il nome di cassina d'ul Mina (in italiano "cascina del Mina"). Questa cascina prende il nome dall'appellativo del suo primo proprietario ("Mina" è forse il diminutivo di "Giacomo" oppure del cognome "Molina"). Successivamente cassina d'ul Mina è stato in italianizzato in "cascina Olmina". La cascina Olmina ha poi dato il nome all'omonimo quartiere.